# 1908 au Manitoba
Chronologie du Manitoba
- 1904
- 1905
- 1906
- 1907
- 1908
- 1909
- 1910
- 1911
- 1912

Cette page concerne des événements d'actualité qui se sont produits durant l'année 1908 dans la province canadienne du Manitoba.

## Politique
- Premier ministre : Rodmond Palen Roblin
- Chef de l'Opposition :
- Lieutenant-gouverneur : Daniel Hunter McMillan
- Législature :

## Naissances
- 28 avril : John C. Higgins était un scénariste canadien né à Winnipeg au Canada, décédé le 2 juillet 1995 dans le Comté de Los Angeles en Californie aux États-Unis.

- 29 novembre : Walter Georges « Wally » Monson (né à Winnipeg — mort le 9 janvier 1988 à Winnipeg) était un joueur et un entraîneur de hockey sur glace canadien. En 1932, il remporte avec l'équipe du Canada la médaille d'or aux Jeux olympiques d'hiver à Lake Placid aux États-Unis.